# Honorius

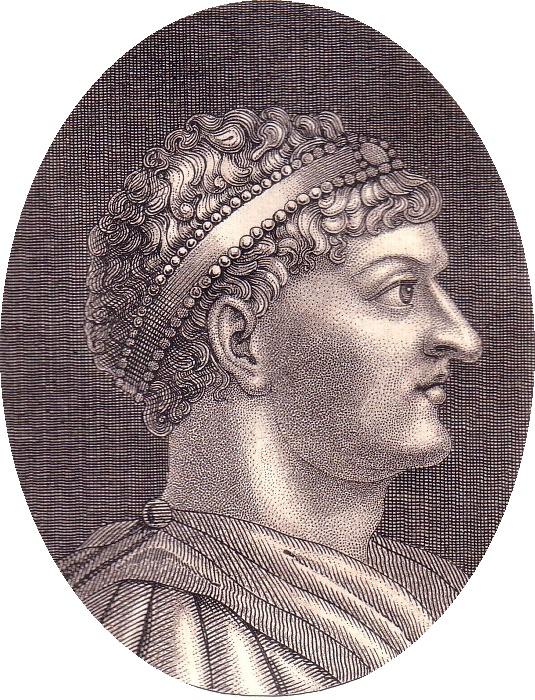
Flavius Honorius

Flavius Honorius (n. 9 septembrie 384 d.Hr., Constantinopol, Roma Antică – d. 15 august 423 d.Hr., Ravenna, Italia) a fost un împărat roman în Imperiul Roman de Apus în perioada 395 - 423. El era fiul lui Teodosiu I, fratele lui Arcadius și a Gallei Placidia. A fost asociat la domnie din 394. Domnia sa a fost zguduită de invaziile masive ale barbarilor în Imperiu, în special goții (care au ocupat Roma în 409) și de provinciile care își declarau independența. Cel mai important ministru al său a fost Stilicon (d. 408), adevăratul împărat.